# Grannyfist
Grannyfist ist eine australische Grindcore- und Death-Metal-Band aus Newcastle, die 2003 gegründet wurde, sich im Folgejahr auflöste und seit 2006 wieder aktiv ist.

## Geschichte
Die Band wurde 2003 als Duo, bestehend aus Luke „Granny“ Hoskins (E-Gitarre, Gesang, Samples) und dem Schlagzeuger Paul „Saint Fistopher“ McIntyre, gegründet. Gelegentliche Gesangspassagen wurden von Matthew „Cut Off Bloody Hand“ Close beigesteuert. Im selben Jahr erschien in Eigenveröffentlichung ein selbstbetiteltes Debütalbum. Neu abgemischte Versionen von zehn Liedern des Albums erschienen später auf manchen voneinander abweichenden Fassungen der 2006er EP Grannyfist X. Am Ende des folgenden Jahres kam es zum Zerfall der Gruppe und die Veröffentlichung des zweiten Albums Fisting Granny wurde verschoben. Nach der Auflösung erschien das Album im Jahr 2005. Im September 2006 fand die Gruppe aufgrund des steigenden Interesses am zweiten Album für einen Auftritt wieder zusammen. Da dieser erfolgreich war, entschied man sich für eine permanente Reaktivierung der Gruppe. Luke Hoskins verzichtete nun auf das Spielen der E-Gitarre, wofür Cal „Smashed Up Head“ Blackman hinzukam. Da Blackman wegen eines Besuchs in Übersee an ein paar Konzerten nicht teilnehmen konnte, übernahm Mathew „Fist Fistofferson“ Hoskins diesen Posten. Blackman kehrte später kurzzeitig zur Band zurück, ehe er diese wieder verließ und Mathew Hoskins diesen Posten dauerhaft einnahm. 2008 kam Jason „Papa Wristdeep“ Lambley als Bassist hinzu. 2010 erschien über Grindhead Records das dritte Album Double Penetration. 2012 wurde mit Grannyfist - The Movie die erste DVD veröffentlicht.

## Stil
Laut Brian Giffin in seiner Encyclopedia of Australian Heavy Metal spielt die Band Grindcore, wobei die Lieder sehr schnell und kurz seien. Auf metal-roos.com.au wurde die Band dem Death Metal und Grindcore zugeordnet.

## Diskografie
- 2003: Grannyfist (Album, Eigenveröffentlichung)
- 2005: Fisting Granny (Album, Noise Machine Records)
- 2006: Grannyfist X (EP, Noise Machine Records)
- 2008: 2008 Rape Tape (Demo, Noise Machine Records)
- 2010: The Grannyfist Single (Single, Noise Machine Records)
- 2010: Double Penetration (Album, Grindhead Records)
- 2012: Grannyfist - The Movie (DVD, Noise Machine Records)